# Сёр-Шпицберген (национальный парк)
Сёр-Шпицбе́рген, Ю́жно-Шпицбе́ргенский национа́льный парк (норв. Sør-Spitsbergen nasjonalpark) — норвежский национальный парк на территории архипелага Шпицберген, расположен в южной части острова Западный Шпицберген. Парк был открыт в 1973 году, в его состав вошли земли Ведел Ярлсберг, Торел и Сёркап. Более 65 % региона покрыто ледниками или постоянным льдом и снегом. Площадь поверхности — 8504 км².

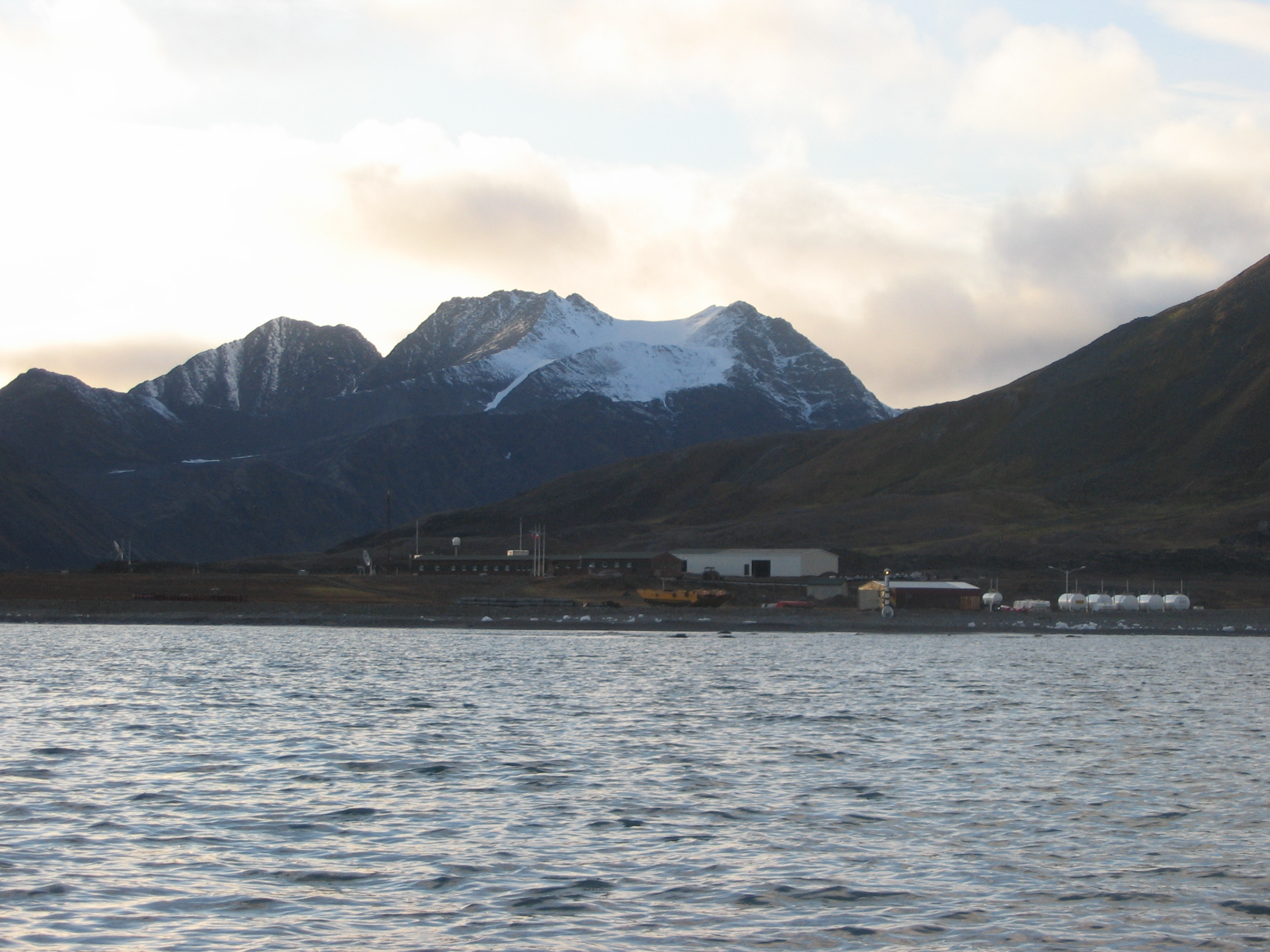
Польская полярная станция